# UCI Nations’ Cup U23 2015
Der UCI Nations’ Cup U23 2015 ist die 9. Austragung des UCI Nations’ Cup U23, einer seit der Saison 2007 stattfindenden Serie der wichtigsten Rennen im Straßenradsport für Männer U23.

## Rennen
Nationencup-Rennen
| Datum          | Rennen                 | Sieger               |
| -------------- | ---------------------- | -------------------- |
| 11. April      | Flandern-Rundfahrt U23 | Alexander Edmondson  |
| 15. April      | La Côte Picarde        | Simone Consonni      |
| 17.–18. April  | ZLM Tour               | Søren Kragh Andersen |
| 29.–31. Mai    | Course de la Paix U23  | Gregor Mühlberger    |
| 26. Juli       | Trophée Almar          | Gianni Moscon        |
| 22.–29. August | Tour de l’Avenir       | Marc Soler           |

Internationale Meisterschaften
| Datum       | Rennen                                                          | Sieger            |
| ----------- | --------------------------------------------------------------- | ----------------- |
| 11. Februar | Asiatische Radsportmeisterschaften – U23-Straßenrennen          | Mehdi Rajabi      |
| 9. Mai      | Panamerikanische Straßen-Radmeisterschaften – U23-Straßenrennen | Jhonatan Restrepo |
| 9. August   | UEC-Straßen-Europameisterschaften – U23-Straßenrennen           | Erik Baška        |

## Gesamtwertung
| Position | Nation      | Punkte |
| -------- | ----------- | ------ |
| 1        | Italien     | 103    |
| 2        | Norwegen    | 81     |
| 3        | Dänemark    | 79     |
| 4        | Russland    | 75     |
| 5        | Frankreich  | 73     |
| 6        | Belgien     | 72     |
| 7        | Deutschland | 52     |
| 8        | Australien  | 47     |
| 9        | Österreich  | 45     |
| 10       | Niederlande | 44     |